# Барон Каслмейн

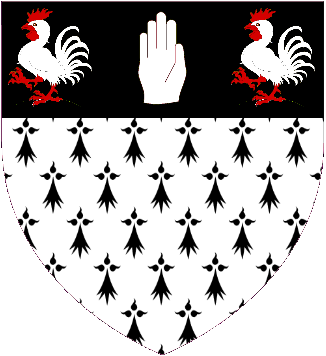
Герб баронів Кастлмейн.

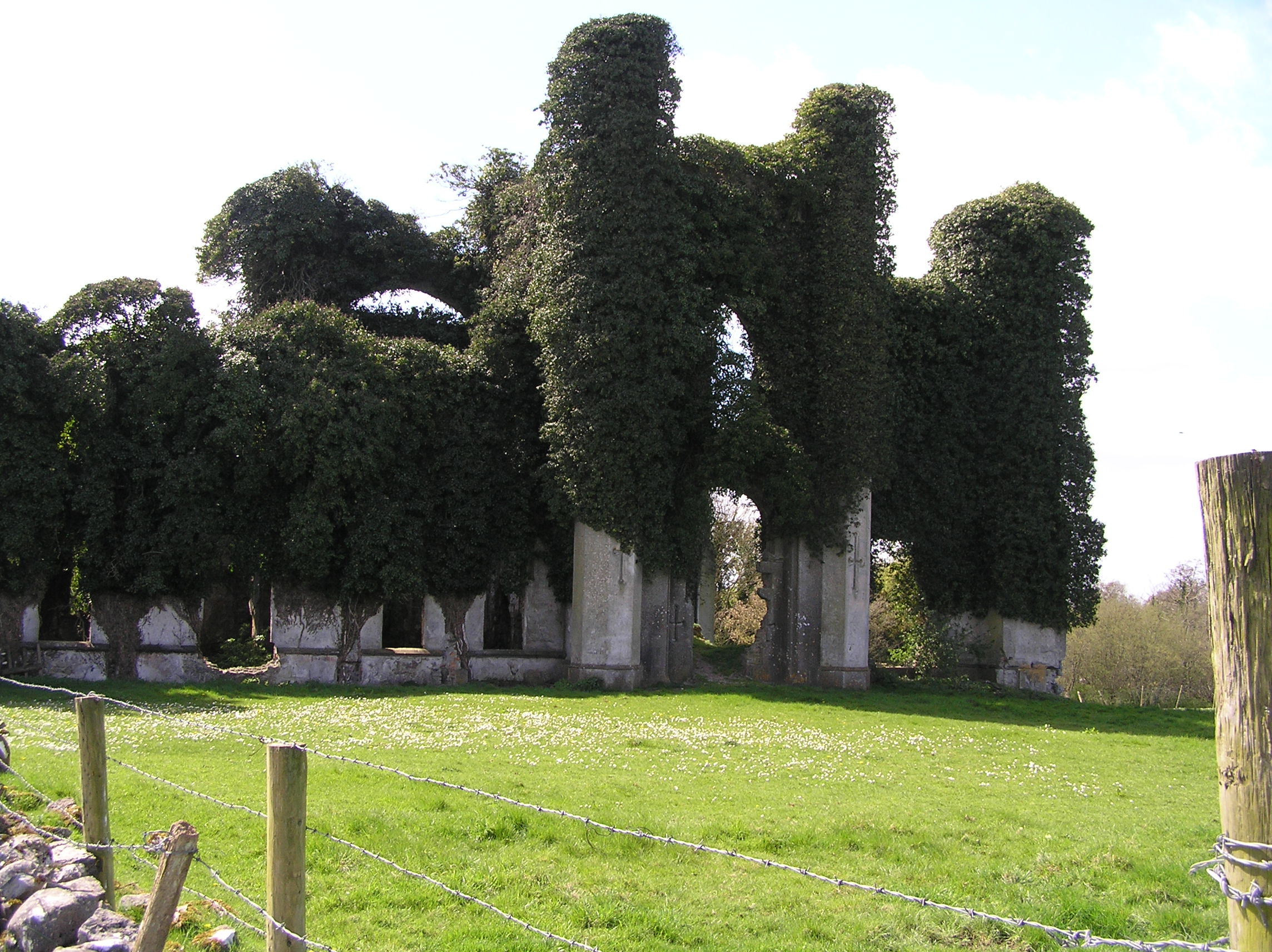
Руїни замку Мойдрам – резиденції баронів Кастлмейн.

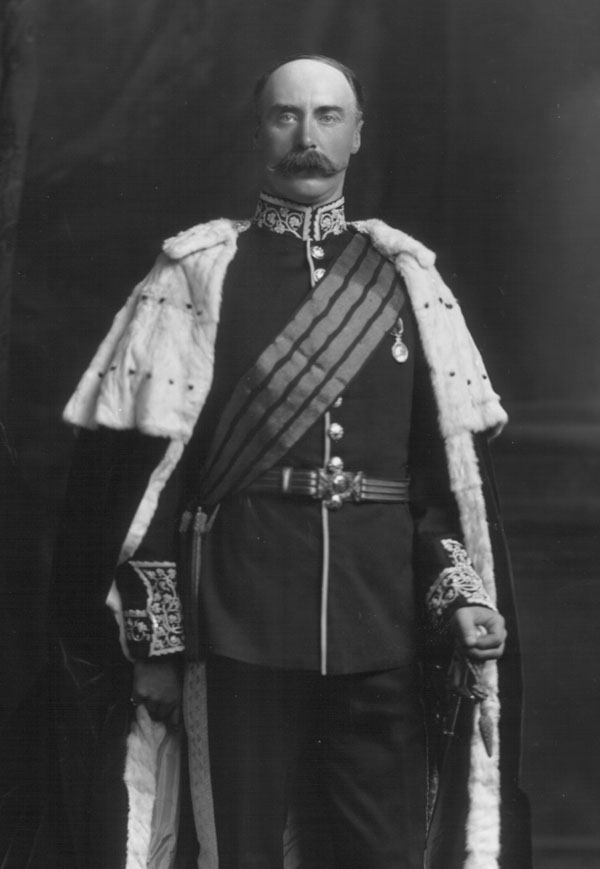
Альберт Гендкок – V барон Кастлмейн.

Барон Кастлмейн (англ. – Baron Castlemaine) – аристократичний титул в перстві Ірландії.

## Гасло баронів Кастлмейн
Vigilate Et Orate – «Пильнуйте і моліться» (лат.) 

## Історія баронів Кастлмейн
Титул барон Кастлмейн з Мойдрам, що в графстві Вестміт був створений в перстві Ірландії в 1812 році для Вільяма Гендкока і для його молодшого брата Річарда Гендкока і їх нащадків. Вільям Гендкок був депутатом парламенту Об’єднаного Королівства Великобританії та Ірландії та губернатором графства Вестміт. У 1822 році він отримав титул віконта Кастлмейн в перстві Ірландії з правом успадкування титулу нащадкам чоловічої статі.
Після смерті лорда Кастлмейн титул віконта Кастлмейн зник, оскільки він помер бездітним, але титул барона Кастлмейн успадкував його брат Річард, що став ІІ бароном Кастлмейн. Він був депутатом парламенту і представляв Атлон. Його син успадкував титул і став ІІІ бароном Кастлмейн. Він теж був обраний депутатом парламенту і теж представляв Атлон. Він був депутатом Палати лордів як представник Ірландії в 1841 – 1869 роках. Титул успадкував його старший син, що став IV бароном Кастлмейн. Він представляв Ірландію в парламенті в 1874 – 1892 роках, був лорд-лейтенантом графства Вестміт у 1888 – 1892 роках.
Після його смерті титул успадкував його син, що став V бароном Кастлмейн. Він був депутатом парламенту і представляв Ірландію в 1898 – 1937 роках, служив лорд-лейтенантом графства Вестміт у 1899 – 1922 роках (до здобуття Ірландією незалежності). Після його смерті титул успадкував його молодший брат, що став VI бароном Кастлмейн. Після його смерті ця лінія обірвалася. Титул успадкував його двоюрідний брат, що став VII бароном Кастлмейн. Він був онуком його ясновельможності Роберта Джона Гендкока – другого вина ІІІ барона Кастлмейн. 
На сьогодні титул належить його сину, що став VIII бароном Кастлмейн у 1973 році. 
Родовим гніздом баронів Кастлмейн був замок Мойдрам, що поблизу Атлона, графство Вестміт (Ірландія). Нині цей замок лежить в руїнах.

## Барони Кастлмейн (1812)
- Вільям Гендкок (1761 – 1839) – І віконт Кастлмейн, І барон Кастлмейн
- Річард Гендкок (1767 – 1840) – ІІ барон Кастлмейн
- Річард Гендкок (1791 – 1869) – ІІІ барон Кастлмейн
- Річард Гендкок (1826 – 1892) – IV барон Кастлмейн
- Альберт Едвард Гендкок (1863 – 1937) – V барон Кастлмейн
- Роберт Артур Гендкок (1864 – 1954) – VI барон Кастлмейн
- Джон Майкл Шомберг Стейвлі Гендкок (1904 – 1973) – VII барон Кастлмейн
- Роланд Томас Джон Гендкок (1943 р. н.), 8-й барон Кастлмейн

Спадкоємцем титулує єдиний син теперішнього власника титулу його ясновельможність Ронан Майкл Гендкок (1989 р. н.).

## Віконти Кастлмейн (1822)
- Вільям Хендкок (1761 – 1839) – І віконт Кастлмейн